# São Miguel das Matas
Pour les articles homonymes, voir Matas (homonymie).
São Miguel das Matas est une municipalité brésilienne de l'État de Bahia et la microrégion de Jequié.